# Quendale Mill

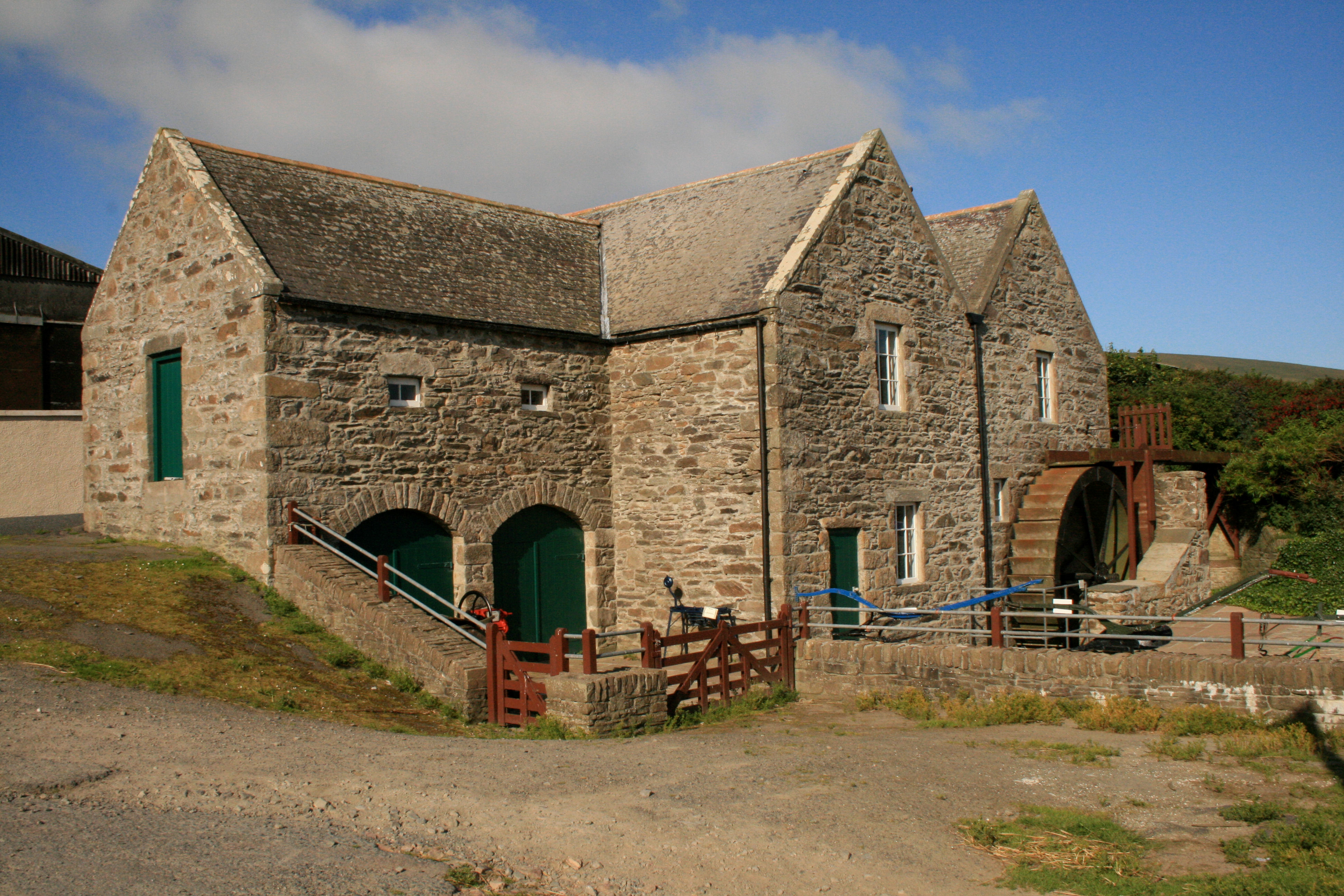
Quendale Mill

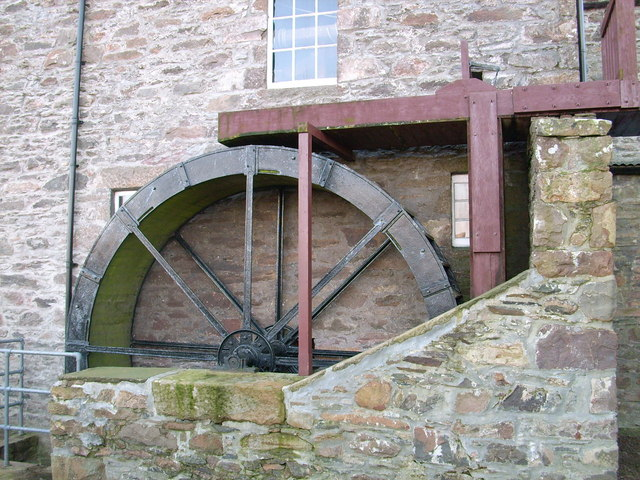
Wasserrad

Die Quendale Mill ist eine Wassermühle auf der schottischen Shetlandinsel Mainland. 1977 wurde sie in die schottischen Denkmallisten in der höchsten Kategorie A aufgenommen.

## Geschichte
Der Bau der Mühle wurde 1867 von der Familie Grierson, den Lairds der Ländereien, in Auftrag gegeben. Im darauf folgenden Jahr nahm sie den Betrieb auf. Im Laufe der Jahre leiteten verschiedene Müller die Anlage:
- 1867–1870: John Anderson
- 1870–1870: James Burnett
- 1870–1886: Charles Langskail
- 1886–1889: Alex Simpson
- 1899–1911: Laurence Leslie
- 1911–1913: ? Scott
- 1913–1916: Laurence Leslie
- 1916–1918: Adam Eunson
- 1918–1930: Laurence Leslie
- 1930–1932: Andrew Arcus
- 1932–1941: Laurence Leslie
- 1941–1948: Adam Eunson

1948 wurde die Mühle schließlich außer Dienst gesetzt. Die South Mainland Community History Group setzte die Mühle später in Stand und bietet Besucherführungen an.
Ihre Hauptbetriebszeit lag in den Wintermonaten, was der dann ausreichenden Wasserversorgung geschuldet ist. Die Quendale Mill wurde von Bauern in der Umgebung genutzt, aber auch weiter entfernt lebende Landwirte bis ins 40 Kilometer entfernte Scalloway oder Whiteness ließen ihr Getreide dort verarbeiten. Im Wesentlichen wurden Gerste und Hafer gemahlen, aus deren Mehl regionale Brote bestehen.

## Beschreibung
Das in den Hang gebaute Bauwerk ist einstöckig und besteht aus Bruchstein. Die Fenster- und Türöffnungen sind teilweise mit Sandstein eingefasst. Nach Nordosten weisen zwei nebeneinanderliegende Giebelseiten, die beidseitig von Flügeln flankiert werden. Der nordwestlich abgehenden Flügel ist von quadratischer Grundfläche und beherbergte die Darre, die mit einem Pyramidendach abschließt. Das oberschlächtige Wasserrad zum Antrieb der Mechanik befindet sich vor der rechten der beiden Giebelseiten. Das gusseiserne Rad besitzt acht Speichen und ist mit hölzernen Schaufeln ausgestattet. Zur Wasserversorgung wurde der kleine Bach Burn of Quendale oberhalb der Mühle aufgestaut, wozu ein Erddamm mit einer regulierbaren Schleuse erbaut wurde. Zu den Außengebäude zählt eine U-förmige Scheune.